# Scuderia Toro Rosso STR13
Scuderia Toro Rosso STR13 byl vůz Formule 1 navržený a zkonstruovaný týmem Scuderia Toro Rosso pro účast v sezóně 2018. Vůz řídili Pierre Gasly a Brendon Hartley, oba zůstali u týmu poté, co v sezóně 2017 závodili ve vybraných závodech Vůz STR13 měl svůj debut při Grand Prix Austrálie 2018 a byl prvním vozem vyrobeným společností Scuderia Toro Rosso, který používal motor Honda poté, co tým souhlasil s ukončením partnerství s Renaultem, aby francouzskému výrobci umožnil partnerství s McLarenem.>

## Design a vývoj

### Partnerství
V září 2017 McLaren a Honda oznámili, že s účinností od konce sezóny 2017 ukončují své partnerství. Během vyjednávání o zisku nového dodavatele Renault prozradil, že nemá kapacitu zásobovat McLaren při plnění svých závazků vůči zákaznickým týmům Red Bull Racing a Scuderia Toro Rosso. Po diskusi mezi Renaultem, McLarenem, Toro Rosso a Red Bullem společnost Toro Rosso oznámila, že ukončí svůj zákaznický vztah s Renaultem a místo toho vytvoří tovární partnerství s Hondou v dohodě trvající až do roku 2021.

#### Vývoj motoru

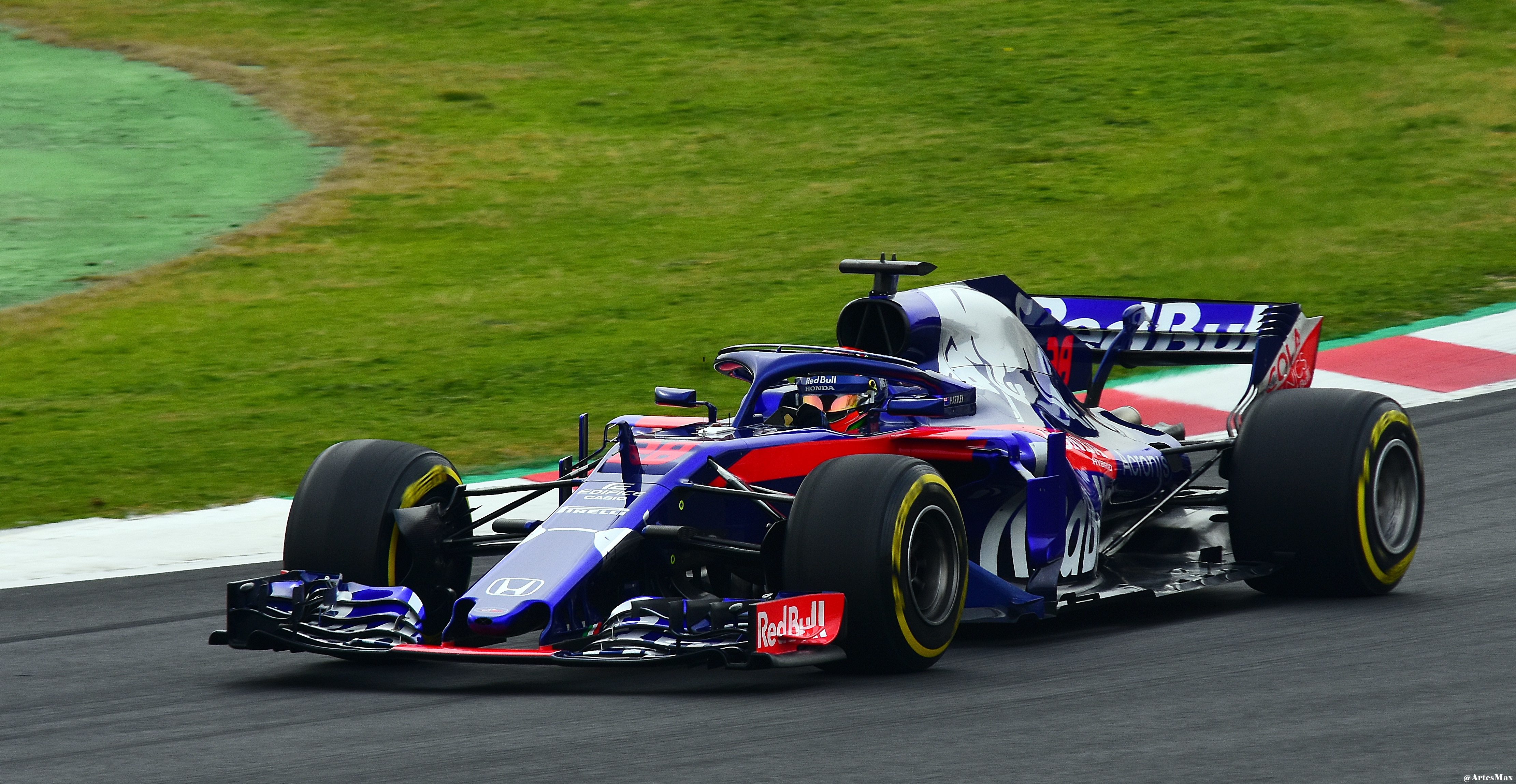
Brendon Hartley řídící vůz STR13 během předsezónního testování.

Při předsezónním testování v Barceloně Honda ukázala významný pokrok, když její pohonná jednotka dokončila druhý nejvyšší počet kol v prvním dni, celkem 93, bez jakýchkoliv problémů s Brendonem Hartleym za volantem. Druhý den testování proběhl stejně dobře, když vůz STR dokončil 82 kol, třetí nejvyšší počet kol, opět bez problémů, tentokrát s Pierrem Gaslym na sedadle řidiče.  Na konci prvního předsezónního testování se Toro Rosso dostalo na první místo žebříčku celkově ujetých kilometrů, když Pierre Gasly dokončil poslední den 147 kol, což znamenalo, že Honda s Toro Rosso dokončila v prvním týdnu testování více kol než Honda s McLarenem v celých předsezónních testovacích čtrnácti dnech v roce 2017. Po skončení testování jezdec Brendon Hartley prohlásil, že pohonná jednotka Honda se řídí snadněji a je výkonnější než jednotky dodávané Renaultem na konci minulé sezóny.
Po selhání pohonné jednotky na voze Pierra Gaslyho během Grand Prix Austrálie po nárazu od obrubník Honda odhalila, že vůz trpěl poruchou systému MGU-H, což byl problém, o kterém se v posledních letech vědělo, že je Achillovou patou Hondy. Honda zareagovala opravou problému a poznamenala, že oba jezdci stále používali vadný systém MGU-H ze sezóny 2017, protože zbrusu nový systém, který vyvinuli pro pohonnou jednotku 2018, nebyl připraven včas na první závod sezóny. V Bahrajnu oba jezdci nasadili novou specifikaci MGU-H, nicméně Gasly požadoval zcela novou pohonnou jednotku kvůli vedlejším škodám způsobeným poruchou MGU-H v Austrálii. Po výrazném pokroku v mapování pohonné jednotky během volných tréninků v Bahrajnu dokázal Pierre Gasly během kvalifikace dosáhnout 6. místa, které dokázal proměnit ve 4. místo na konci závodu. Pro Hondu to byla nejvyšší pozice v cíli od návratu do Formule 1 v roce 2015.
Při Grand Prix Kanady Honda představila druhou specifikaci pohonné jednotky, jejímž cílem bylo zlepšit výkon bez kompromisů ve spolehlivosti. Vylepšení ocenil jezdec Pierre Gasly, který poznamenal, že jednotka byla okamžitě lépe ovladatelná a údernější než předchozí specifikace. Srovnání časů na kolo během volných tréninků mezi předchozí jednotkou a vylepšenou jednotkou ukázala na okruhu Gillesa Villeneuva zlepšení o téměř 0,5 sekundy. Honda tvrdila, že by se jednotka měla zlepšovat pouze další analýzou a úpravami mapování v průběhu sezóny, ale po původně silném debutu po vylepšení se objevily problémy se spolehlivostí pohonné jednotky na voze Pierra Gaslyho, což se podle Hondy zdálo být ojedinělým problémem, který se netýkal vylepšení.
Šéf týmu Red Bull Christian Horner oznámil, že Red Bull Racing podepsal s Hondou dvouletou smlouvu o dodávkách motoru počínaje rokem 2019, aby nahradil Renault, s odkazem na obrovské zlepšení Hondy v Kanadě, které ukázalo velký potenciál v jejich vývojovém tempu.
Technický ředitel Hondy F1, Toyoharu Tanabe, zmínil, že plán modernizace pohonné jednotky Honda pro rok 2018 je na dobré cestě a dobře se vyvíjí a že se zavedením druhé specifikace pohonné jednotky v Kanadě a jeho následnými vylepšeními v následujících závodech se výrazně zaměří na modernizaci třetí specifikace pohonné jednotky. Od té doby bylo odhaleno, že jde o zcela nový spalovací proces, který si Honda plánuje patentovat (další podrobnosti Honda odmítala prozradit), Jednalo se o zcela přepracovaný systém MGU-K a baterii, s předběžně plánovaným nasazením kolem Grand Prix Ruska.
Poté, co vůz předvedl slibné tempo ve středu pole se silnými závěry při Grand Prix Maďarska a Belgie a zároveň ukázal relativní sílu na okruzích náročných na výkon, jako jsou Spa a Monza, kde tým věřil, že mohou mít problémy. Po Grand Prix Itálie v Monze Německá publikace Auto Motor und Sport vydala zprávu, v níž tvrdila, že vypočítala odhad výkonu jednotlivých výrobců motorů pomocí nejnovějších údajů z GPS shromážděných v Monze. Údaje odhalily, že druhá specifikace pohonné jednotky Honda, která debutovala v Kanadě, se dostala před B specifikaci pohonné jednotky Renault používané továrním týmem Renault a McLarenem, ale nicméně zaostává za nově představenou C specifikací pohonné jednotky Renault, kterou využívá pouze Red Bull. AMuS také oznámil, že Honda udělala velký pokrok s vývojem jejich třetí specifikace pohonné jednotky a že může být připravena na Grand Prix Ruska v Soči, o dva závodní víkendy dříve, než bylo plánováno.
Ve volných tréninzích před Grand Prix Ruska Honda debutovala se svou velmi očekávanou třetí specifikací pohonné jednotky. Počáteční zpětná vazba od jezdců byla velmi slibná, protože oba popisovali znatelný skok ve výkonu. Jak tréninky postupovaly, Honda neustále zlepšovala mapování a při každém výjezdu nacházela větší výkon. Ke konci tréninků si jezdci všimli, že u nového agregátu došlo k poměrně výrazným vibracím při řazení nahoru a navzdory zvýšení výkonu bylo znepokojivé pokračovat v jízdě. Po tréninku Honda zástupcům médií sdělila, že motor poskytoval větší výkon dřív, než se původně očekávalo, a že při spárování s převodovkou vozu STR se to projevilo. Honda se poté rozhodla pro zbytek Grand Prix Ruska vrátit ke druhé specifikaci pohonné jednotky. Inženýři z Toro Rosso a Hondy mezitím provedli další vylepšení třetí specifikace pohonné jednotky v Milton Keynes tak, aby byla připravena do příštího závodního víkendu v Japonsku (domovem Hondy).
Při Grand Prix Japonska debutoval vůz STR se zbrusu novou třetí specifikací pohonné jednotky. Honda tvrdila, že od poslední Grand Prix provedla další vylepšení. Výsledky na trati odrážely tvrzení, přičemž kvalifikace se ukázala být jedním z nejlepších výsledků Hondy od návratu do F1, oba vozy se dostaly do třetí části kvalifikace a umístily se na 6. a 7. místě.
Toro Rosso skončilo deváté v poháru konstruktérů a za celou sezónu získalo pouhých 33 bodů. Jednalo se o nejhorší sezónu týmu od roku 2012.

### Personál
V lednu 2018 tým oznámil, že jej opustí šéf aerodynamiky Brendon Gilhorne.

## Kompletní výsledky ve Formuli 1
| Legenda k tabulce | Legenda k tabulce                                                                       |
| Barva             | Výsledek                                                                                |
| ----------------- | --------------------------------------------------------------------------------------- |
| Zlatá             | Vítěz                                                                                   |
| Stříbrná          | 2. místo                                                                                |
| Bronzová          | 3. místo                                                                                |
| Zelená            | Bodované umístění                                                                       |
| Modrá             | Nebodované umístění                                                                     |
| Modrá             | Dokončil neklasifikován (NC)                                                            |
| Fialová           | Odstoupil (Ret)                                                                         |
| Červená           | Nekvalifikoval se (DNQ)                                                                 |
| Červená           | Nepředkvalifikoval se (DNPQ)                                                            |
| Černá             | Diskvalifikován (DSQ)                                                                   |
| Bílá              | Nestartoval (DNS)                                                                       |
| Bílá              | Závod zrušen (C)                                                                        |
| Světle modrá      | Pouze trénoval (PO)                                                                     |
| Světle modrá      | Páteční testovací jezdec (TD)                                                           |
| Bez barvy         | Netrénoval (DNP)                                                                        |
| Bez barvy         | Vyřazen (EX)                                                                            |
| Bez barvy         | Nepřijel (DNA)                                                                          |
| Bez barvy         | Odvolal účast (WD)                                                                      |
| Bez barvy         | Nezúčastnil se (prázdné)                                                                |
| Označení          | Význam                                                                                  |
| Tučnost           | Pole position                                                                           |
| Kurzíva           | Nejrychlejší kolo                                                                       |
| †                 | Jezdec nedojel do cíle, ale byl klasifikován, protože odjel více než 90 % délky závodu. |
| ‡                 | Byl udělován poloviční počet bodů, protože bylo odjeto méně než 75 % délky závodu.      |
| Horní index       | Umístění bodujících jezdců ve sprintu                                                   |

| Rok  | Tým                       | Motor        | Pneumatiky | Jezdci          | 1   | 2   | 3   | 4   | 5   | 6   | 7   | 8   | 9   | 10  | 11  | 12  | 13  | 14  | 15  | 16  | 17  | 18  | 19  | 20  | 21  | Body | Umístění |
| ---- | ------------------------- | ------------ | ---------- | --------------- | --- | --- | --- | --- | --- | --- | --- | --- | --- | --- | --- | --- | --- | --- | --- | --- | --- | --- | --- | --- | --- | ---- | -------- |
| 2018 | Red Bull Toro Rosso Honda | Honda RA618H | P          |                 | AUS | BHR | CHN | AZE | ESP | MON | CAN | FRA | AUT | GBR | GER | HUN | BEL | ITA | SIN | RUS | JPN | USA | MEX | BRA | ABU | 33   | 9. místo |
| 2018 | Red Bull Toro Rosso Honda | Honda RA618H | P          | Pierre Gasly    | Ret | 4   | 18  | 12  | Ret | 7   | 11  | Ret | 11  | 13  | 14  | 6   | 9   | 14  | 13  | Ret | 11  | 12  | 10  | 13  | Ret | 33   | 9. místo |
| 2018 | Red Bull Toro Rosso Honda | Honda RA618H | P          | Brendon Hartley | 15  | 17  | 20† | 10  | 12  | 19† | Ret | 14  | Ret | Ret | 10  | 11  | 14  | Ret | 17  | Ret | 13  | 9   | 14  | 11  | 12  | 33   | 9. místo |